# MS Petrozavodsk
El MS Petrozavodsk fue un carguero frigorífico ruso que naufragó frente a Bjørnøya, Noruega, el 11 de mayo de 2009.

## Hundimiento

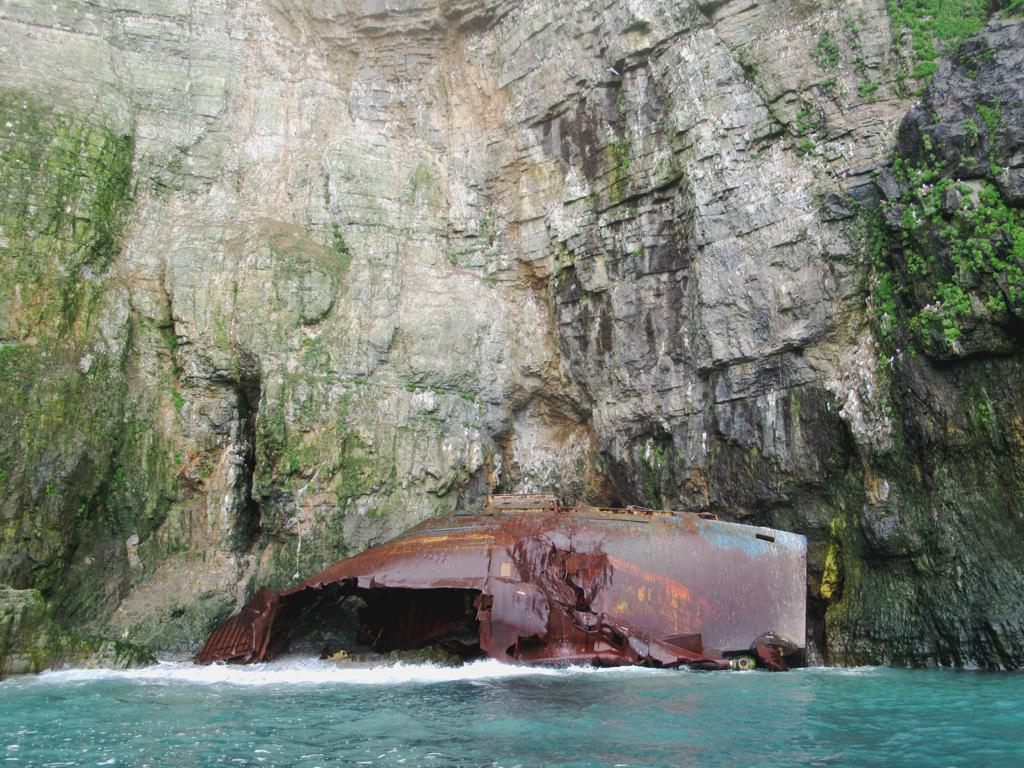
Restos del Petrozavodsk en 2022.

En mayo de 2009, el Petrozavodsk estaba actuando como buque congelador en el mar de Barents para una flota de barcos pesqueros. El 11 de mayo, el buque encalló en unas rocas en el extremo sur de Bjørnøya, en Noruega. El buque se detuvo en un arrecife al pie de unos altos acantilados. Los doce tripulantes a bordo del buque fueron rescatados, pero el propio barco sufrió graves daños por cortes en su costado de babor causados por las rocas.
El Petrozavodsk no pudo ser sacado de donde estaba atascado debido a la frecuencia de desprendimientos de rocas de los acantilados cercanos, lo que haría peligrosa cualquier operación de salvamento. Para agravar el problema, Bjørnøya es un santuario de aves para varios tipos de araos en peligro de extinción, y la fuga de combustible del Petrozavodsk suponía un riesgo para los polluelos recién nacidos en verano. En total, el barco tenía cincuenta toneladas de diésel, 690 litros de aceite lubricante y varios barriles de aceite hidráulico a bordo cuando encalló. El diésel se derramó sobre un área de tres kilómetros cuadrados, pero no causó muchos daños debido a la evaporación del aceite. Sin embargo, el aceite lubricante e hidráulico restante permaneció a bordo. La Administración Costera de Noruega exigió que el propietario del barco retirara el aceite, pero no se tomó ninguna medida.
En 2011, el buque seguía en el mismo lugar y no había sido rescatado, pero se había partido en dos. Se informó de que contaminantes ambientales como plomo y cadmio habían contaminado la zona circundante y se habían detectado en sedimentos y organismos marinos de la zona. El gobernador de Svalbard recomendó que se retirara el buque y se lo rescatara para evitar una mayor contaminación de la zona.